# USS Peleliu (LHA-5)
Le USS Peleliu (LHA-5) est un Landing Helicopter Assault de classe Tarawa de la United States Navy. Il est nommé d'après la bataille de Peleliu menée lors de la Guerre du Pacifique en 1944 pendant la Seconde Guerre mondiale.

## Histoire du service
Il est entré en service en 1980 et a été déployé dans le golfe Persique à plusieurs reprises dans le cadre des Opération Iraqi Freedom et Opération Enduring Freedom avant de fournir une assistance aux victimes des inondations de 2010 au Pakistan. Son port d'attache est la base navale de San Diego. Il a été désarmé le 31 mars 2015.